# Olustvere
Olustvere är en ort i Estland. Den ligger i Suure-Jaani kommun och landskapet Viljandimaa, i den centrala delen av landet, 110 km söder om huvudstaden Tallinn. Olustvere ligger 83 meter över havet och antalet invånare är 647.
Terrängen runt Olustvere är platt. Runt Olustvere är det glesbefolkat, med 10 invånare per kvadratkilometer. Närmaste större samhälle är Võhma, 8,3 km norr om Olustvere. I omgivningarna runt Olustvere växer i huvudsak blandskog.